# Park an der Ilm
Il Park an der Ilm (in forma abbreviata "Ilmpark"), noto anche come "Parco di Goethe" (in tedesco Goethepark), è il più grande e famoso parco della città di Weimar, in Turingia. Il suo aspetto attuale risale all'epoca neoclassica e romantica. Il Park an der Ilm è parte dell'ensemble Weimar classica, che nel 1998 è stato dichiarato dall'UNESCO Patrimonio dell'umanità.

## Posizione

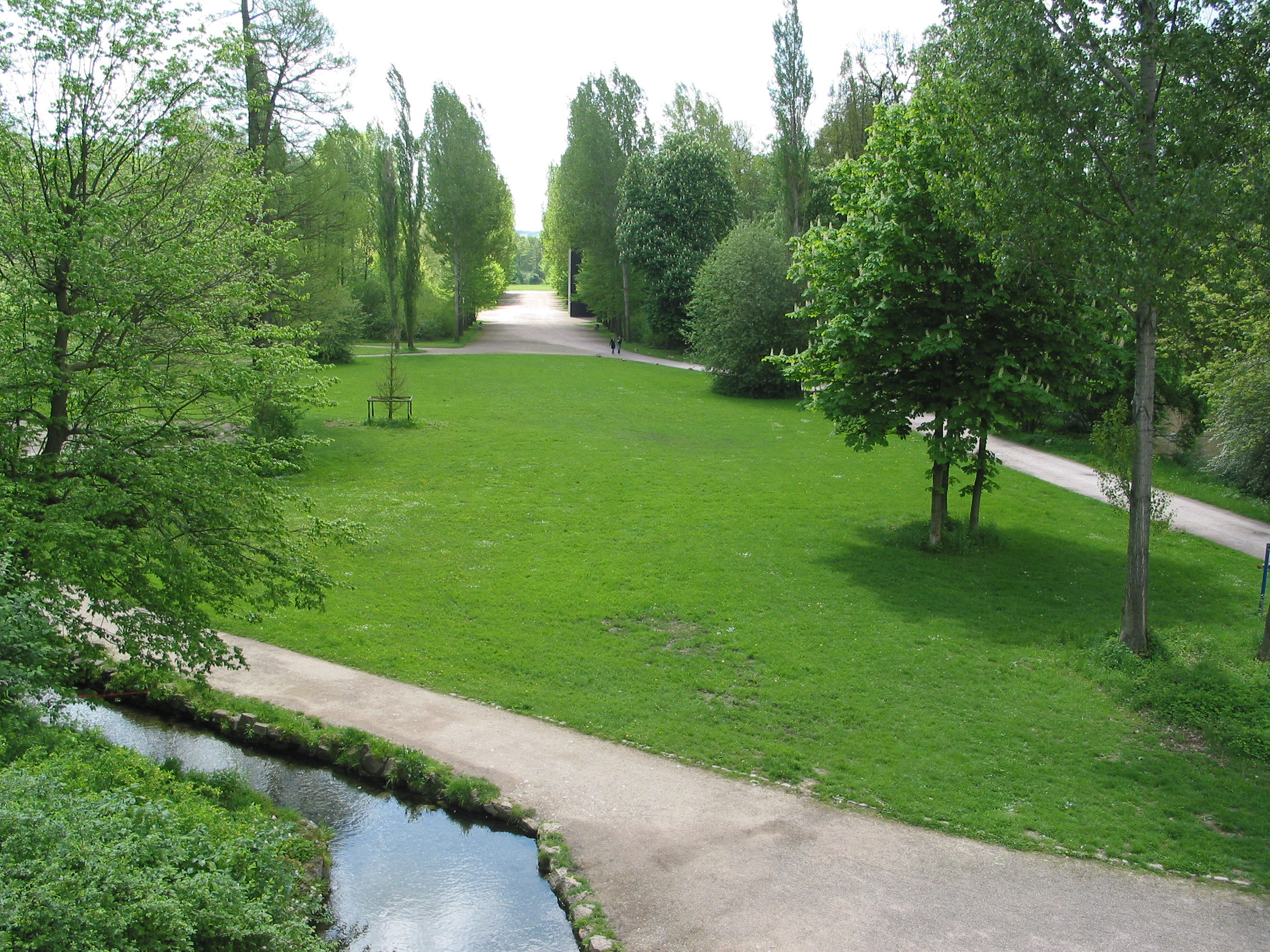
Il Park an der Ilm visto dallo Sternbrücke

Il parco ha una superficie di 48 ettari e si estende sulle due rive del fiume Ilm per una lunghezza di 1,6 chilometri e una larghezza di circa 300 metri dal Castello di Weimar a nord fino al quartiere meridionale di Oberweimar. È parte di una zona verde lunga chilometri che si estende nella valle dell'Ilm fino ai piedi del Castello di Belvedere e fino al Castello di Tiefurt. Il Park an der Ilm si divide a sua volta nel cosiddetto "Parco di Goethe" e nel "Dux-Garten".

## Storia

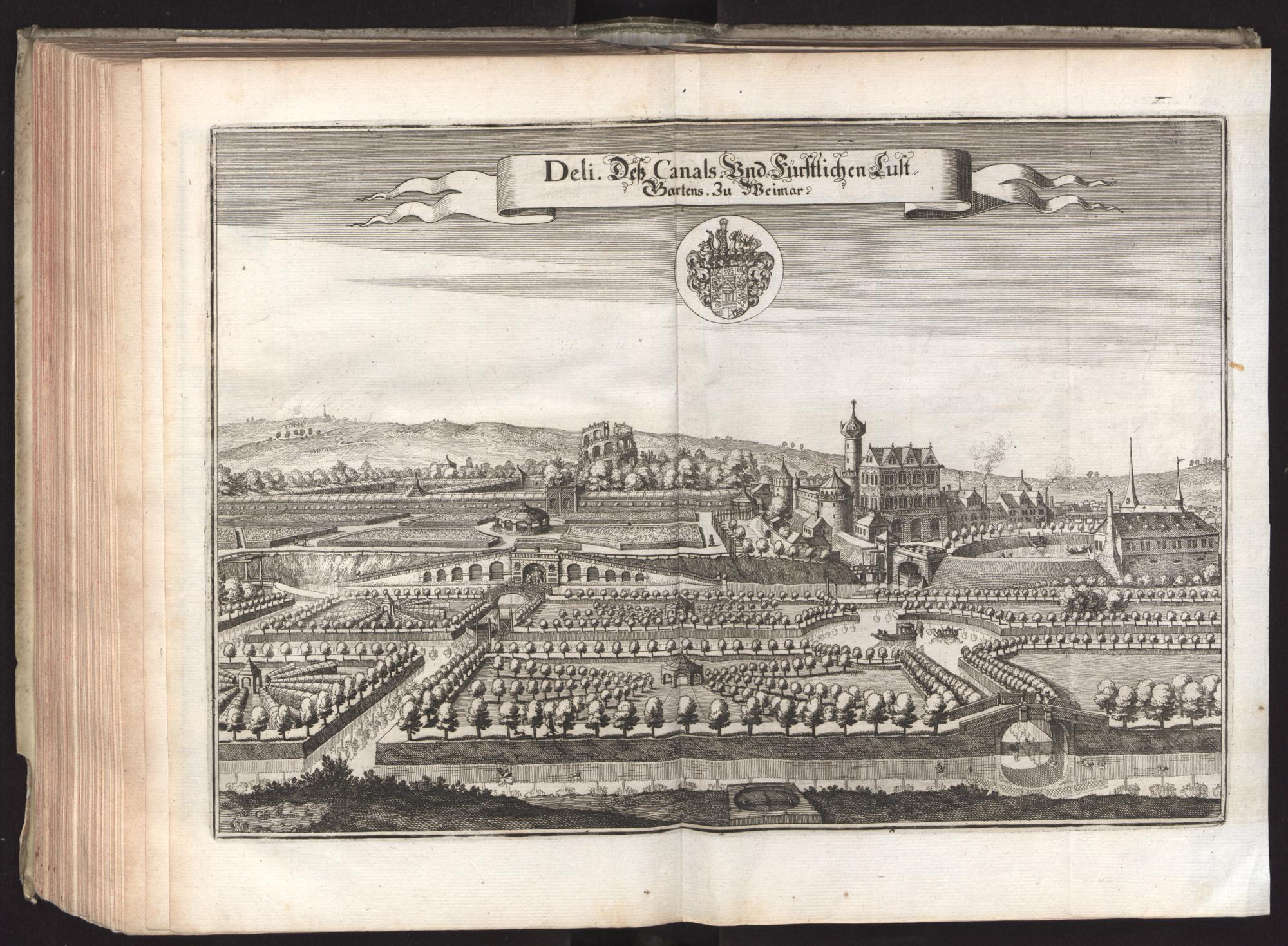
Il giardino preesistente al Park an der Ilm intorno al 1650)

La realizzazione di un parco all'inglese cominciò nel 1776 sotto l'autorevole influenza di Johann Wolfgang Goethe. Il preesistente giardino barocco subì così radicali mutamenti. Nella primavera dello stesso anno Goethe acquistò una casa nella zona est del parco, che tuttora si chiama Casa-giardino di Goethe (in tedesco Goethes Gartenhaus). Prima che Goethe la comprasse e la abitasse, essa era assai probabilmente la casa di un viticoltore e il terreno ad essa adiacente, come testimoniato da un disegno del 1777, opera di Georg Melchior Kraus, era adibito a vigna.
Nella sistemazione del nuovo parco fu preso a modello il parco realizzato anni prima a Wörlitz. A testimonianza dell'amicizia del duca di Weimar Carlo Augusto con Leopoldo III, principe di Anhalt-Dessau (principato nel quale si trovava il parco di Wörlitz, lo stesso Carlo Augusto commissionò nel 1782 la costruzione nel parco del cosiddetto "Dessauer Stein"", dedicato, come recita una placca apposta pochi anni dopo, "Francisco Dessaviae Principi".
La casa-giardino di Goethe e la Casa romana, sulla riva opposta dell'Ilm, che sono oggi tra i monumenti più visitati di Weimar, sono i simboli più rappresentativi dei numerosi edifici e delle numerose sculture presenti nel Park an der Ilm.
Nella parte chiamata Dux-garten si trova il più antico monumento a Shakespeare mai realizzato nell'Europa continentale, opera dello scultore Otto Lessing. Nel parco sono inoltre visibili busti dedicati ai poeti Louis Fürnberg, Adam Mickiewicz, Sándor Petőfi e Alexander Puschkin e altre note sculture come lo Schlangenstein di Martin Gottlieb Klauer o il Löwenkämpferportal di Johann Peter Kaufmann.
Adiacente al parco, si trova anche la casa del compositore Franz Liszt, a cui è dedicato anche un monumento, realizzato dallo sculture Hermann Hahn.
Nel 1945/1946 fu costruito nel parco un cimitero sovietico.

Die Parkarchitekturen im Ilmpark
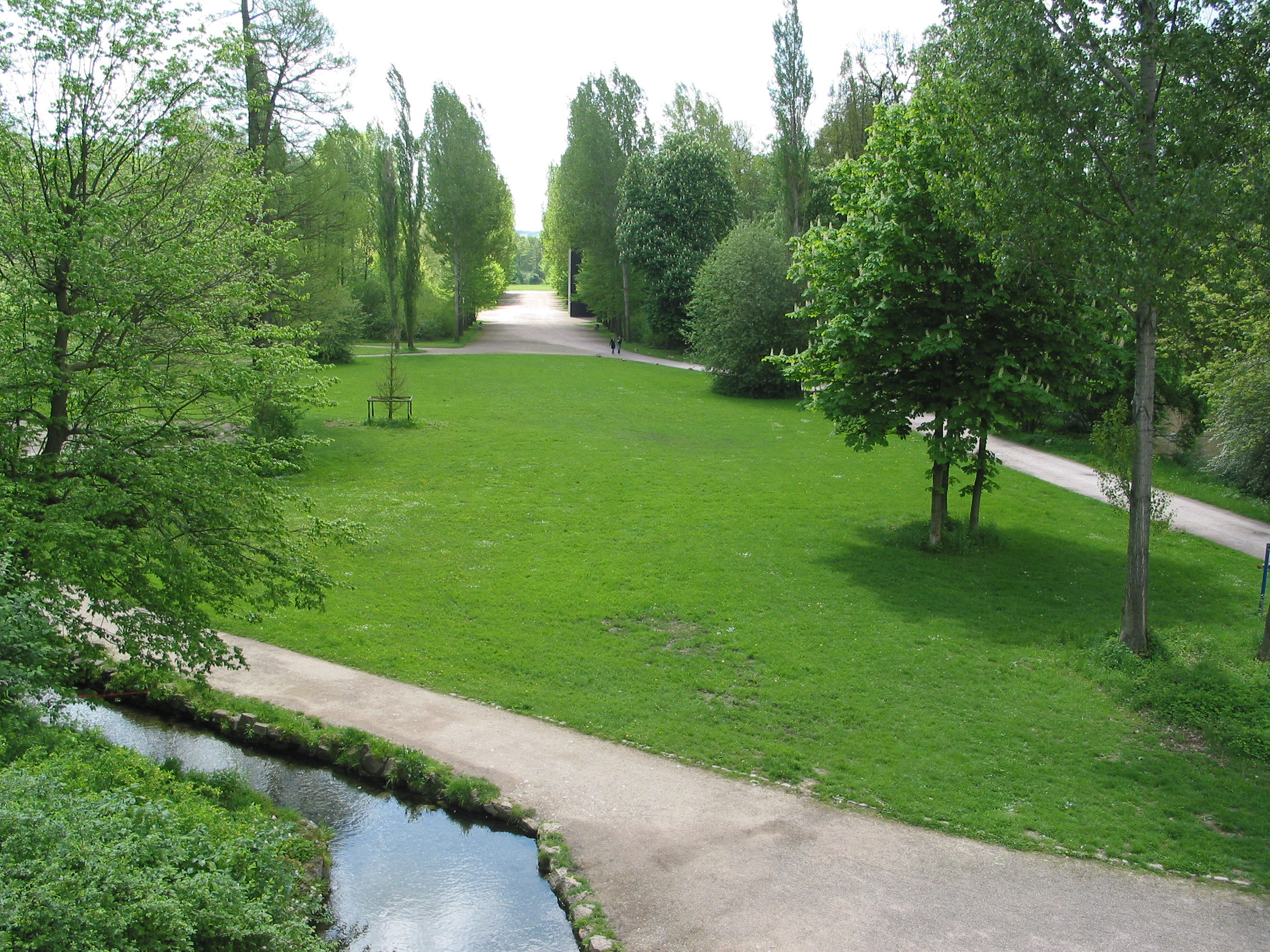
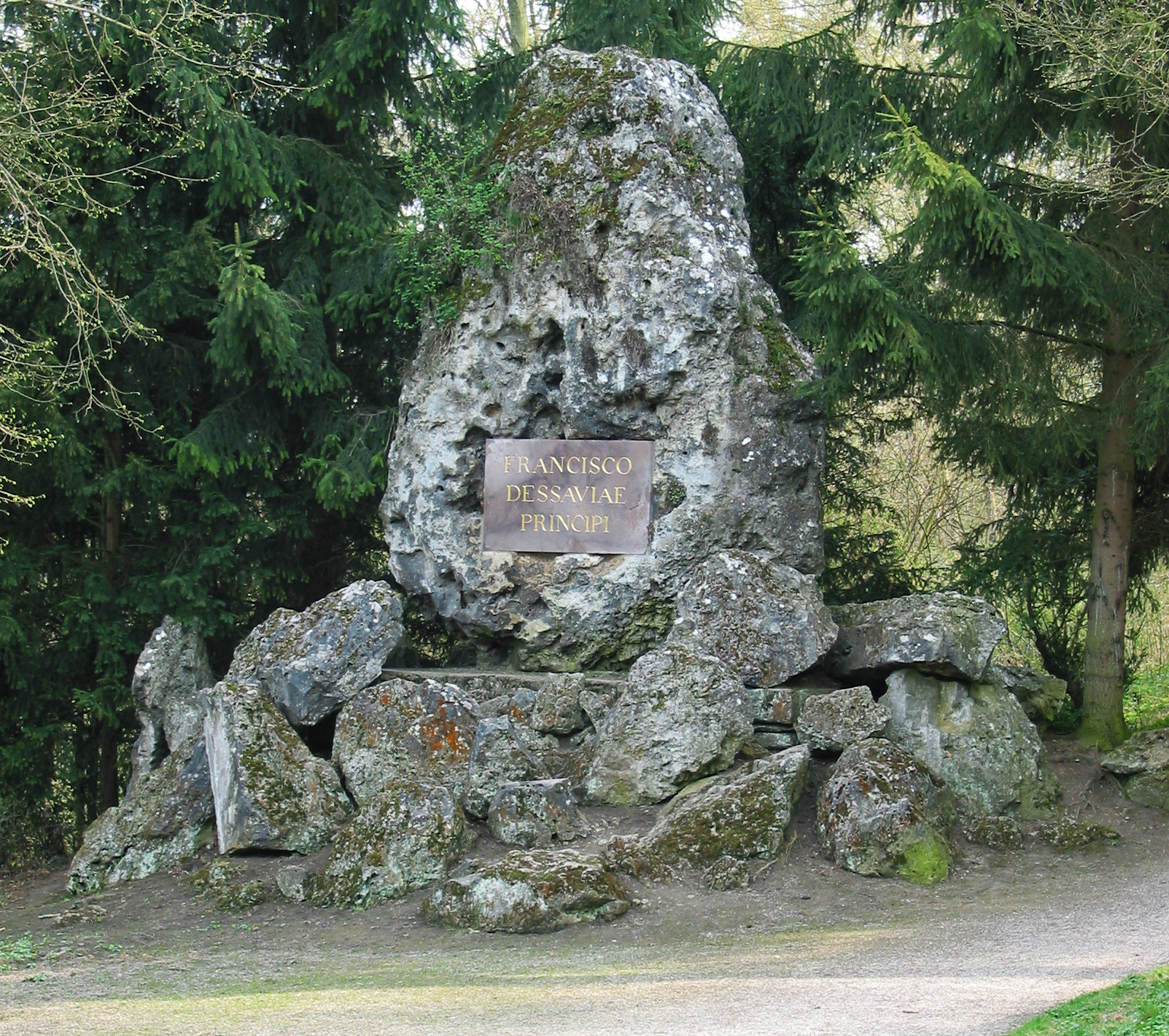
Il Dessauer Stein del 1782 in memoria del Principe Franz von Anhalt-Dessau
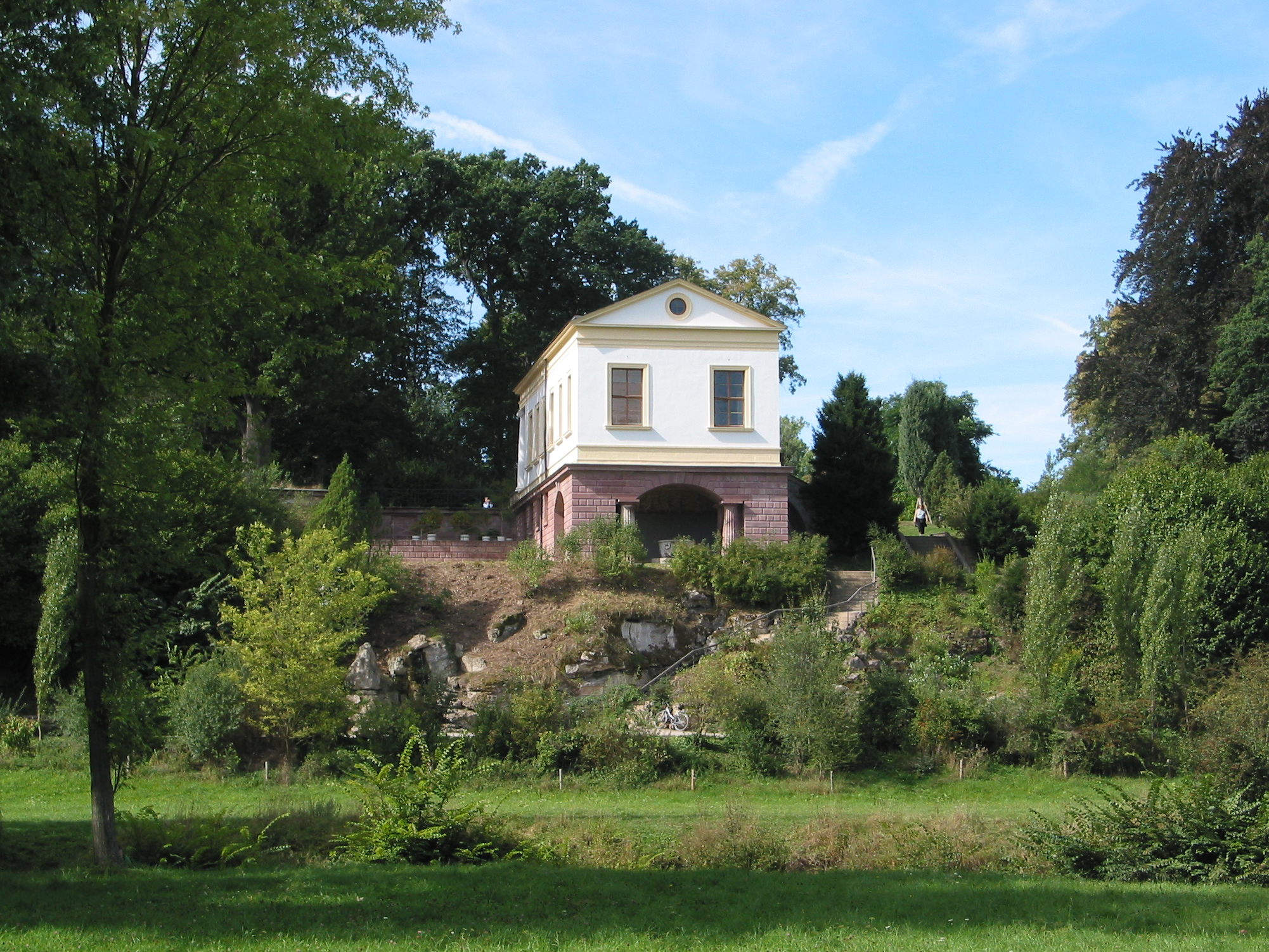
La Casa romana, costruita tra il 1791 e il 1798 come residenza estiva per il duca Carlo Augusto
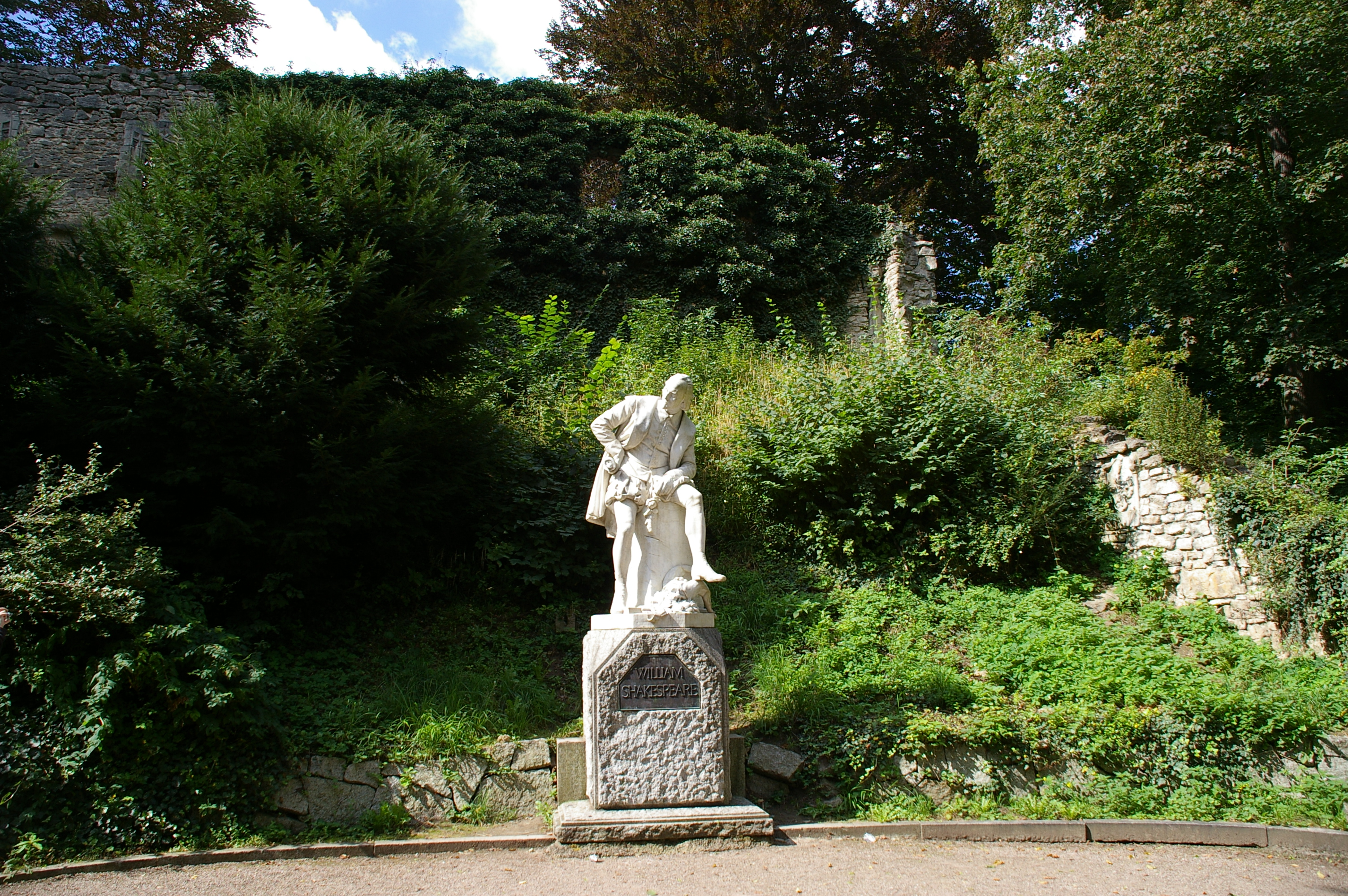
Il monumento a Shakespeare
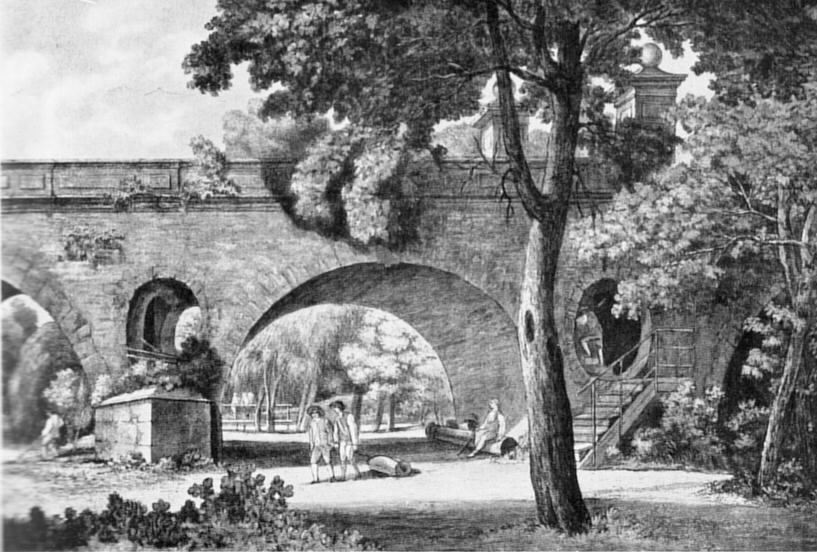
Il ponte Sternbrücke, incisione di Georg Melchior Kraus
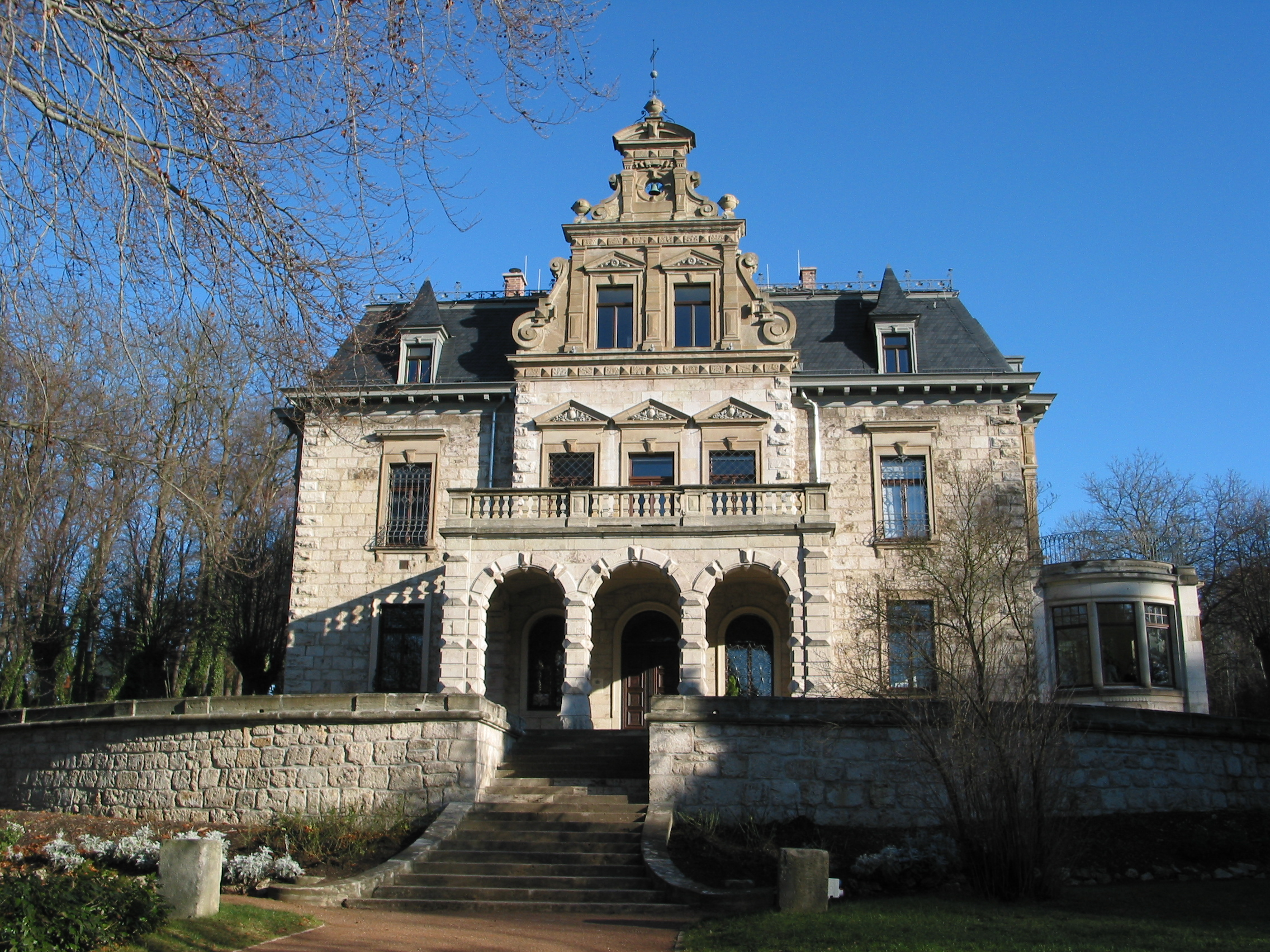
Villa Haar
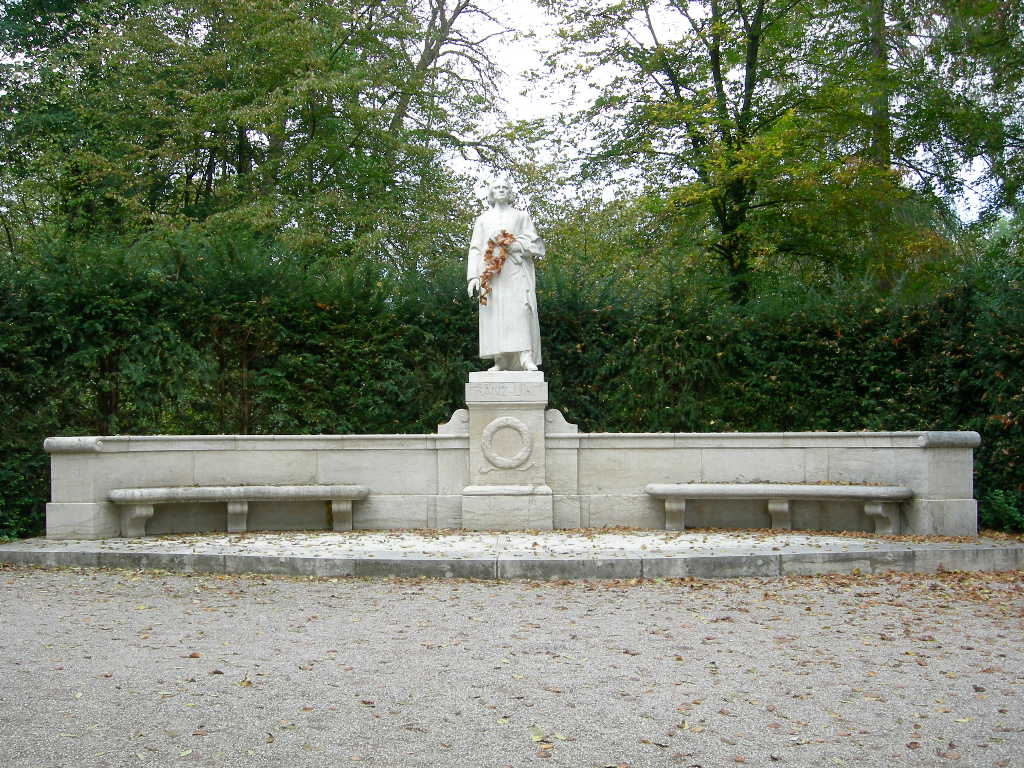
Il monumento a Franz Liszt